# Frank Fahrenhorst
Frank Fahrenhorst (ur. 24 września 1977 w Kamen) – niemiecki piłkarz występujący na pozycji obrońcy. Obecnie gra w rezerwach Schalke.

## Kariera klubowa
Frank Fahrenhorst zawodową karierę rozpoczął w 1996 w VfL Bochum. Występował tam nieprzerwanie przez osiem sezonów. Zdołał rozegrać 136 spotkań i strzelić szesnaście bramek. Występował zarówno w Bundeslidze jak i drugiej lidze. Największym osiągnięciem, jakie Fahrenhorst osiągnął z Bochum było zdobycie piątego miejsca w najwyższej klasie rozgrywek w kraju w sezonie 1996/1997.
W 2004 niemiecki defensor zmienił barwy klubowe i podpisał kontrakt z Werderem Brema. W sezonie 2004/2005 zadebiutował w rozgrywkach Ligi Mistrzów. Bremeńczycy dotarli wówczas do 1/8 finału, w której zostali wyeliminowani przez Olympique Lyon. W pierwszym spotkaniu przegrali 0:3, a w rewanżu francuska ekipa zwyciężyła aż 7:2.
9 sierpnia 2006 Fahrenhorst przeszedł do Hannoveru 96, w odwrotnym kierunku powędrował natomiast Per Mertesacker. Pierwszy ligowy występ w Hannoverze zanotował 13 sierpnia 2006 przeciwko Werderowi (2:4). W klubie z Hanoweru grał przez 3 sezony. W tym czasie rozegrał tam 71 ligowych spotkań i strzelił w nich 5 goli. 1 lipca 2009 na zasadzie wolnego transferu trafił do drugoligowego Duisburga.
17 lipca 2010 Fahrenhorst przeszedł do FC Schalke 04, gdzie został włączony do kadry rezerw.

## Kariera reprezentacyjna
W reprezentacji Niemiec Fahrenhorst zadebiutował 18 sierpnia 2004 w spotkaniu przeciwko Austrii, kiedy to trenerem zespołu był Jürgen Klinsmann. Wystąpił także w towarzyskim meczu z Brazylijczykami rozegranym 8 września. Wcześniej zanotował 2 występy dla reprezentacji Niemiec do lat 21.